# 鶯春亭梅朝
鶯春亭 梅朝（おうしゅんてい ばいちょう、本名・渡辺 亀吉、1856年3月8日 - 没年不明）は、落語家。

## 経歴
最初は3代目春風亭柳枝の門下で柳葉。後に3代目麗々亭柳橋（後の初代春錦亭柳桜）門下で柳孝、1890年に2代目隅田川馬石を襲名。1894年に柳の小枝と名乗り、この間に数度改名したと思われる。その後はやし家亀楽から4代目春風亭柳枝の門下で連枝。1911年には梅朝となった。その後の活動は不明、大正中ごろまで消息があるが、没年は不明。
春風亭、麗々亭系のネタを多く覚えていてツナギの名人として後世に伝えた。柳派の稽古台としても重宝された。「水滸伝」「西遊記」「三国志」「おとわ丹七」「九州吹戻し」「紫壇楼古木」などの人情物を得意とした。